# Крингу (Констанца)
Крингу (рум. Crângu) — село у повіті Констанца в Румунії. Входить до складу комуни Іон-Корвін.
Село розташоване на відстані 144 км на схід від Бухареста, 63 км на захід від Констанци, 148 км на південь від Галаца.

## Населення
За даними перепису населення 2002 року у селі проживали 142 особи, усі — румуни. Усі жителі села рідною мовою назвали румунську.